# Élections municipales de 2020 à Bordeaux
Pour un article plus général, voir Élections municipales de 2020 en Gironde.
Le premier tour des élections municipales de 2020 à Bordeaux  a lieu le 15 mars 2020. Le second tour, initialement prévu le 22 mars 2020, est reporté au 28 juin 2020 en raison de la pandémie de Covid-19.
Il s'agit de renouveler le conseil municipal de Bordeaux mais également le conseil de Bordeaux Métropole. Comme dans toutes les communes de 1 000 habitants et plus, les élections à Bordeaux sont municipales et intercommunales. Chaque bulletin de vote comporte deux listes : une liste de candidats aux seules élections municipales et une liste de ceux également candidats au conseil métropolitain.
Ce scrutin se déroule dans un paysage politique national en pleine transformation. Les deux partis de gouvernement historiques, les Parti socialiste et Les Républicains ont été très affaiblis par la rapide montée en puissance d'Emmanuel Macron élu président de la République en 2017 et la victoire de son parti, La République en marche aux élections législatives suivantes. Alors que le principal concurrent politique de la majorité présidentielle semblait être durablement le Rassemblement national, présent au second tour de l'élection présidentielle au-travers de la candidature de Marine Le Pen, et arrivé en tête lors des élections européennes de mai 2019, le parti Europe Écologie Les Verts obtient, lors de ces dernières de très bons résultats en particulier dans les grandes métropoles régionales.
Le contexte local est tout aussi nouveau. Dans une ville devenue l'une des plus attractives de France et connaissant un fort accroissement démographique, les infrastructures de transports sont saturées et le logement est devenu de moins en moins accessible aussi bien en termes d'offre qu'en termes de coût.
La majorité municipale de droite et centriste en place depuis plus de 72 ans, déjà déstabilisée par les très bons résultats locaux d'une République en marche politiquement proche, apparaît plus fragilisée encore par la démission, le 13 février 2019, d'Alain Juppé de son poste de maire, la privant d'une tête de liste d'envergure nationale qui lui avait permis, tout comme Jacques Chaban-Delmas avant lui, de remporter toutes les élections municipales depuis la fin de la Seconde Guerre mondiale dès le premier tour.

## Mode de scrutin

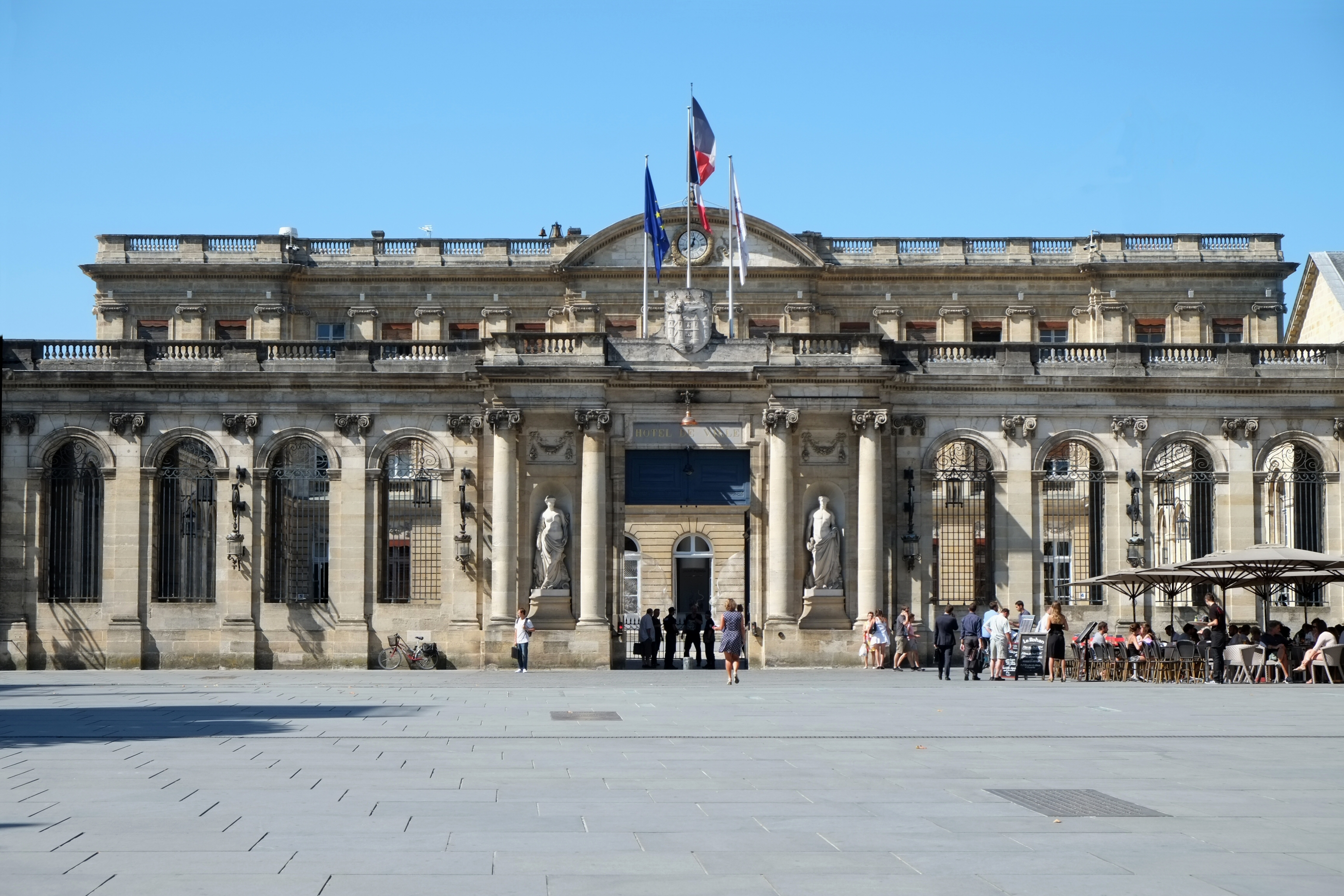
Le Palais Rohan, siège de l'hôtel de ville de Bordeaux.

S'agissant d'une ville de plus de 1 000 habitants, l'élection des conseillers municipaux se déroule selon un scrutin de liste à deux tours.
Si une liste recueille la majorité absolue des voix, elle obtient la moitié des 65 sièges du conseil municipal. Le reste est réparti à la proportionnelle entre toutes les listes ayant obtenu au moins 5 % des suffrages exprimés.
Un deuxième tour est organisé si aucune liste n'atteint la majorité absolue et au moins 25 % des inscrits au premier tour. Seules les listes ayant obtenu au moins 10 % des suffrages exprimés peuvent s'y présenter. Les listes ayant obtenu au moins 5 % des suffrages exprimés peuvent fusionner avec une liste présente au second tour.
La désignation du maire est une élection qui se déroule ultérieurement, par le vote des seuls conseillers municipaux. Dans la quasi-totalité des cas, c'est la tête de liste qui est choisie par la majorité.

## Contexte

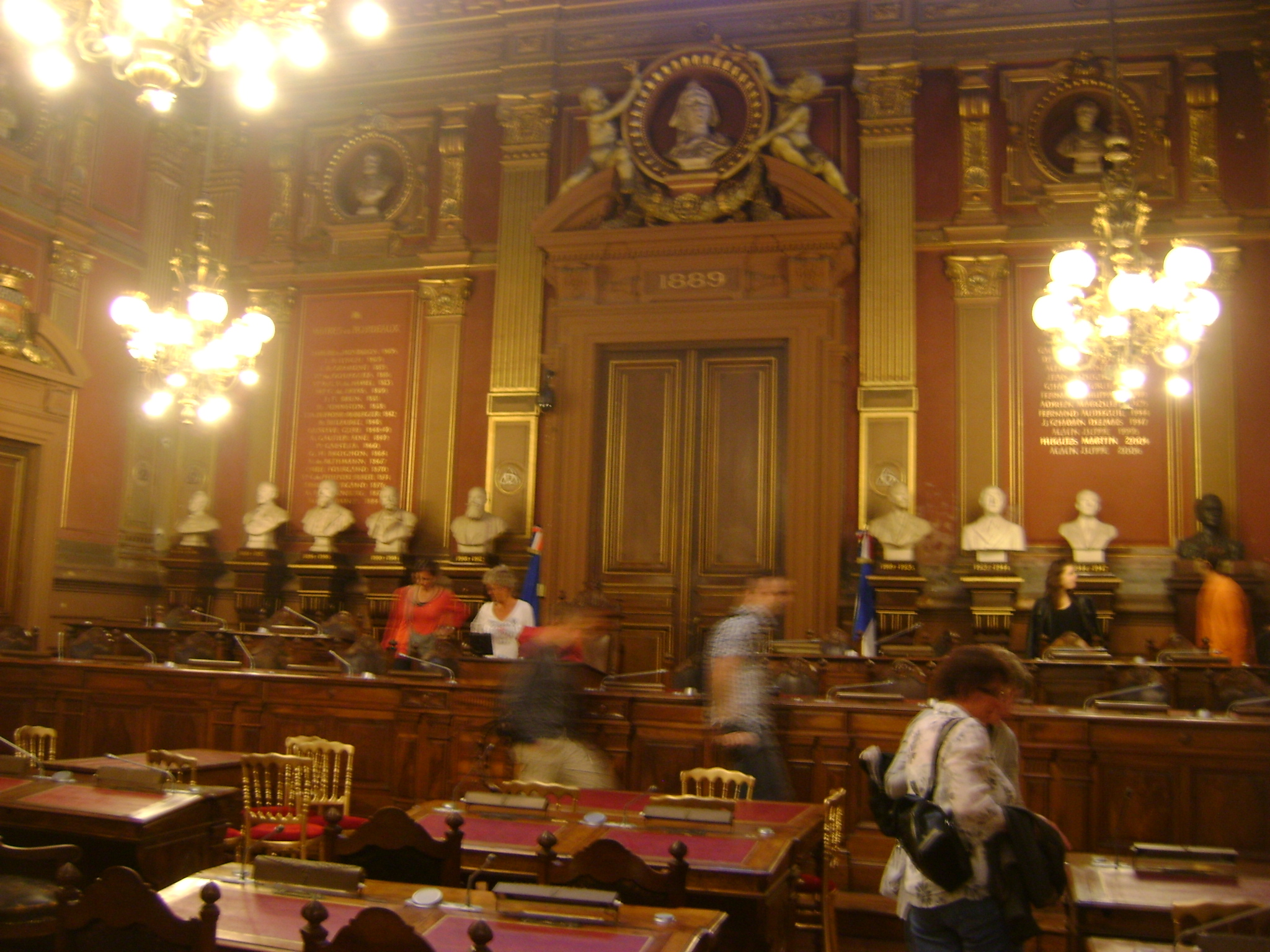
La salle des séances du conseil municipal.

Depuis 1947, la droite est à la tête de la ville. Aucun second tour n'a été organisé pour les élections municipales depuis la Libération.
Le 13 février 2019, Alain Juppé démissionne de son mandat de maire pour aller siéger au Conseil constitutionnel sur proposition de Richard Ferrand. Son adjoint aux Finances Nicolas Florian lui succède à la mairie lors du conseil municipal le lendemain, élu par les conseillers de la majorité en tant que seul candidat.
La ville de Bordeaux est régulièrement désignée comme l'une des villes les plus attractives de France ces dernières années dans les sondages avec Lyon, Montpellier et Toulouse. La croissance démographique de Bordeaux est l'une des plus importantes de France sur la période 2011-2016, et la mise en service de la LGV entre Bordeaux et Paris en 2017 va probablement accentuer ce dynamisme. Cette proximité accrue avec Paris ne fait pas que des heureux et le journal britannique The Guardian n'hésite pas à prendre l'exemple de Bordeaux pour illustrer les effets de la gentrification.
Si Bordeaux attire une nouvelle population aux revenus aisés, la hausse de la pauvreté de la population girondine est selon le journal Sud Ouest une des causes expliquant l'importance de la mobilisation des Gilets Jaunes à Bordeaux. Tenue pour l'épicentre national du mouvement, la capitale girondine a même connu une journée « ville morte » décrétée par le maire Nicolas Florian le samedi 30 mars 2019 ; une directive suivie par les commerçants, non sans critiques. Si le chef de file des Républicains s'est opposé aux Gilets Jaunes, ce n'est pas le cas d'autres candidats potentiels, tels que Philippe Poutou (NPA) ou Loïc Prud'homme (La France insoumise). Ce dernier accuse la police de l'avoir matraqué alors qu'il quittait la manifestation du 2 mars.

## Évolution du contexte politique local depuis l'élection municipale de 2014

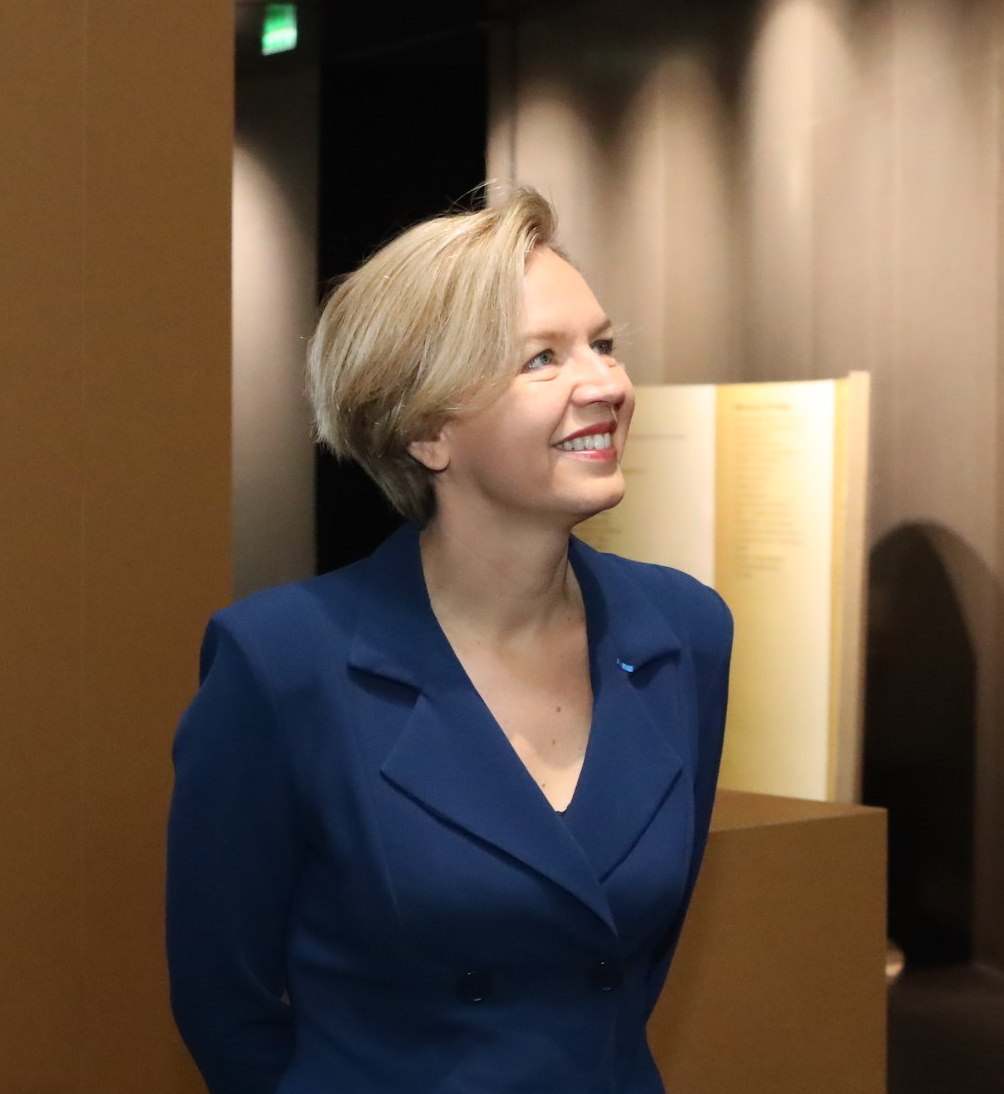
Virginie Calmels

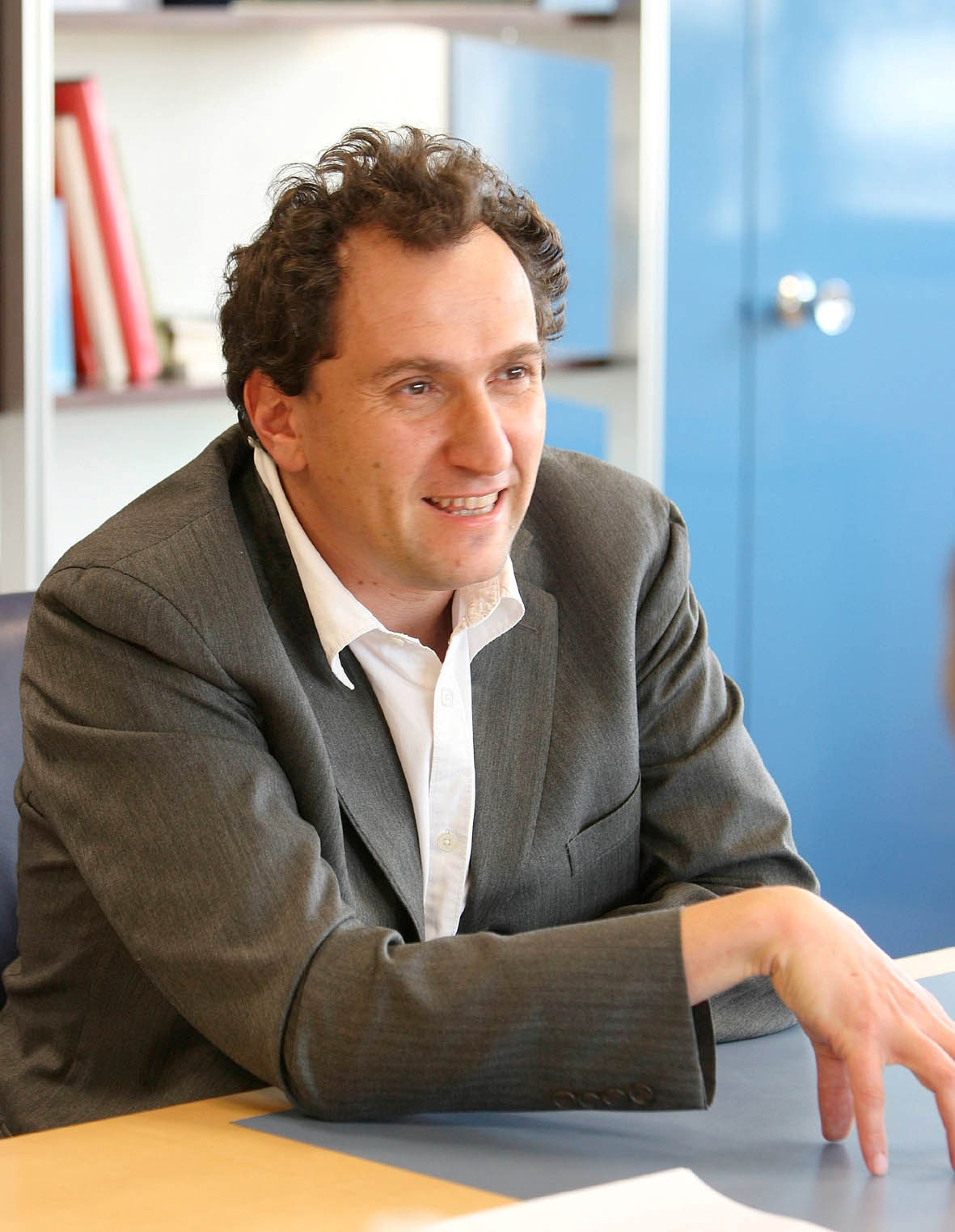
Vincent Feltesse

À l’issue du scrutin de mars 2014 se dessinait le duel qui, pour les municipales suivantes, devait opposer Virginie Calmels, ancienne dirigeante d'Endemol France, parachutée à Bordeaux par Alain Juppé et désignée première adjointe, à Vincent Feltesse qui, malgré son aveu d'échec trois semaines avant le premier tour, sa sévère défaite et la perte de la présidence de la métropole, est désigné président du groupe socialiste au conseil municipal et déclare qu’il sera maire de Bordeaux en 2020.
Toutefois, tout au long de la mandature, ce scénario va être entièrement remis en cause par les mutations profondes que va connaître l'équilibre des forces politiques au niveau national, lesquelles toucheront directement ou indirectement les acteurs de la politique locale.

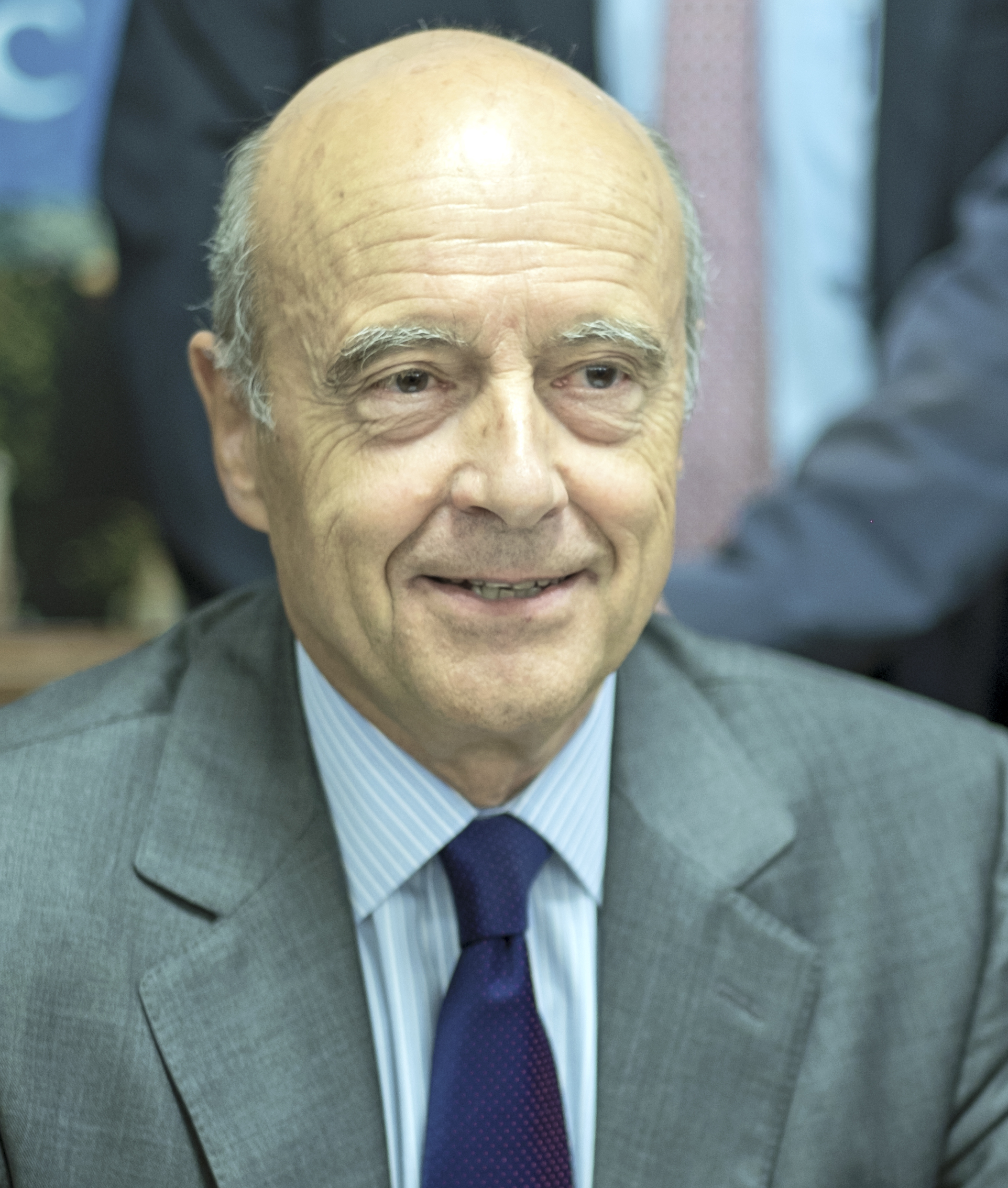
Alain Juppé

### Dans la majorité municipale

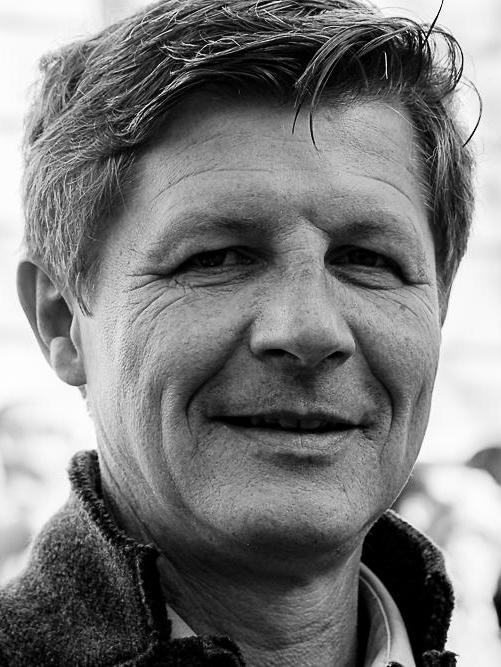
Nicolas Florian

Le 20 août 2014, quelques mois après sa réélection, Alain Juppé annonce sur son blog qu'il sera candidat à la primaire de la droite en 2016. La presse locale s'empare alors de la question de sa succession et cite Virginie Calmels et Nicolas Florian, alors adjoint aux finances, comme potentiels candidats.
Lors des élections départementales de 2015, trois adjoints au maire sont élus conseillers départementaux : Jean-Louis David (UMP) et Laurence Dessertine (MoDem) dans le deuxième canton, et Pierre Lothaire (UMP) dans le troisième canton. En revanche, Emmanuelle Cuny (UMP) et Fabien Robert (Modem) sont battus dans le premier canton, de même qu'Anne-Marie Cazalet (UMP) et Yohan David (UMP) dans le quatrième canton ou Jérôme Siri (UMP) et Cécile Migliore (MoDem) dans le cinquième canton.
Au mois de décembre 2015, l'UMP, rebaptisé quelques mois plus tôt Les Républicains, investit Virginie Calmels en tête de la liste d'union de la droite aux élections régionales, laquelle s'incline au second tour devant la liste menée par le socialiste Alain Rousset.
Au mois de février 2016, Alain Juppé la désigne officiellement comme sa dauphine s'il était élu Président de la République. Du côté de la majorité municipale, une partie des élus acceptent de plus en plus mal cet adoubement.
La montée en puissance d'Emmanuel Macron à partir du mois d'avril 2016 déstabilise un courant juppéiste dont la ligne politique est  proche de celle du ministre de l'économie. Les élus bordelais du Modem ont une position difficile : ils sont à la fois alliés de LR au sein de la majorité municipale et de En Marche ! au niveau national du fait du soutien annoncé au mois de février 2017 de François Bayrou au candidat Emmanuel Macron. C'est ainsi que l'adjoint Modem Marik Fetouh, est investi par En Marche ! pour les législatives qui suivent la présidentielle de 2017 dans la troisième circonscription de la Gironde.
Alors que Alain Juppé a tenu le rôle de grand favori pendant toute la campagne des primaires de la droite, François Fillon remporte la primaire le 27 novembre 2016. Il déclare alors qu'il va se consacrer pleinement à sa tâche de maire de Bordeaux. Virginie Calmels, qui a fondé son propre mouvement, DroiteLib, au sein des Républicains, apporte son soutien au vainqueur François Fillon, même lorsque celui-ci est empêtré dans l'affaire du PenelopeGate et que le nom d'Alain Juppé circule pour le remplacer. L'hebdomadaire Marianne affirme que cet épisode aurait altéré la confiance que lui porte Alain Juppé et qu'alors, il n'aurait plus été question qu'elle lui succède à la mairie de Bordeaux.
Le 22 avril 2017, François Fillon arrive en troisième position lors du premier tour de l'élection présidentielle derrière Emmanuel Macron et Marine Le Pen. Quelques jours après la victoire d'Emmanuel Macron, c'est Edouard Philippe, juppéiste historique, qui est nommé premier ministre.
Malgré la défaite du candidat des Républicains, la droite parlementaire obtient 136 sièges lors des élections législatives des 11 et 18 juin 2017. Les trois adjoints au maire qui se présentaient en Gironde sont battus au second tour : Nicolas Florian dans la première circonscription et Anne Walryck dans la deuxième, face aux candidates LREM, et Marik Fetouh dans la troisième face au candidat de La France insoumise.
Les scores réalisés par la LREM à Bordeaux et la « macron-compatibilité » du juppéisme jettent la majorité municipale dans le trouble en vue des élections municipales de 2020.
Après leur séquence électorale du printemps 2017, les Républicains annoncent pour le mois de décembre un congrès devant désigner une nouvelle direction. Le 3 septembre 2017, Virginie Calmels annonce qu'elle apporte son soutien à Laurent Wauquiez, créant la surprise dans le camp juppéiste, déjà représenté par la candidature de Maël de Calan. Laurent Wauquiez est élu et Virginie Calmels devient vice-présidente des Républicains.
Dans cette séquence, le Canard Enchaîné a prêté à Alain Juppé des mots très durs à l'encontre de sa première adjointe avec qui il aurait été en conflit, ce que les intéressés ont rapidement démenti. Par contre, les rancœurs d'une partie des adjoints à l'encontre de Virginie Calmels sont attisées, ce qui agace Alain Juppé au point qu'il déclare en réunion de majorité : « Parmi vous, aucun n’a le profil pour prétendre à ma succession ».
Au début de l'année 2018, alors que l'adjointe à la cohésion sociale Alexandra Siarri a lancé un collectif citoyen appelé Bordeaux Demain dont l'objectif est de concevoir des projets pour le territoire bordelais, la majorité municipale lance à son tour Esprit Bordeaux, association destinée à préparer le terrain à une nouvelle candidature d’Alain Juppé aux municipales.
Quelques jours plus tard, Virginie Calmels est limogée par Laurent Wauquiez de la vice-présidence des Républicains.
Au mois de janvier 2019, Alain Juppé annonce avoir quitté Les Républicains, ne se reconnaissant plus dans la ligne adoptée par Laurent Wauquiez. Ce geste est interprété par certains observateurs comme le signe d'une potentielle ouverture vers LREM. À cette occasion, il déclare aussi attendre l'issue des élections européennes pour se positionner sur les élections municipales de 2020.
Toutefois, le 13 février 2019, au cœur du mouvement des gilets jaunes qui touche durement Bordeaux, Alain Juppé démissionne de son poste de maire pour rejoindre le Conseil constitutionnel auquel le président de l'Assemblée nationale vient de le nommer. Le lendemain, Virginie Calmels annonce également sa démission du conseil municipal.
Alors que la majorité désigne Nicolas Florian pour devenir maire, le Modem, sur l'intervention de François Bayrou, fait valoir l'accord électoral passé avec Alain Juppé et prend date pour les élections municipales de 2020, de sorte que l'adjoint à la culture, Fabien Robert, est choisi comme futur premier adjoint. Ce ticket est confirmé lors de l'élection du 7 mars 2019, Alexandra Siarri (SE) prenant la troisième place dans l'ordre protocolaire.
Le lendemain de son élection au poste de maire, Nicolas Florian annonce son intention de prolonger la concertation autour du projet de BHNS devant relier la gare Saint-Jean à la commune de Saint-Aubin-de-Médoc, ce qui provoque le mécontentement du nouveau président LR de la métropole, le maire du Bouscat Patrick Bobet, ainsi que des maires concernés par cette ligne, laquelle accusait déjà du retard après que le premier projet a été annulé par le Conseil d'État. Nicolas Florian est forcé de reculer et, le 22 mars 2019, le conseil de Bordeaux Métropole vote la nouvelle demande de déclaration d’utilité publique,.
Une semaine après, alors que la sécurité de la vingtième manifestation des Gilets Jaunes est menacée par la crainte de la venue de black blocs ,.
Au début du mois d'avril, la mairie lance pour deux semaines une campagne d'affichage public pour informer de l'élection d'un nouveau maire. Matthieu Rouveyre considère qu' « un nouveau faux pas vient d’être franchi avec l’utilisation des moyens de communication de la Ville pour faire sa promotion personnelle » et que depuis sa prise de fonction, le maire a « cumulé les erreurs politiques qui interrogent sur sa capacité à investir la fonction »,.
Lors des élections européennes du 26 mai 2019, la liste des Républicains menée par François-Xavier Bellamy, et pour laquelle Nicolas Florian n'a montré aucune marque de soutien, n'obtient que 9,02 % des suffrages bordelais et se place en quatrième position derrière les listes LREM, EELV et RN, ce qui est considéré par les observateurs comme un score inquiétant pour la majorité municipale, dans une ville où les résultats réalisés par la droite historique sont habituellement bien plus élevés.

### Dans l'opposition municipale

#### Socialistes et écologistes
Quelques jours seulement après les municipales, Manuel Valls est nommé premier ministre. L'accession à Matignon de celui qui a appelé, l'année précédente, à « assumer pleinement le cap social-démocrate et réformiste » du gouvernement, attise les braises du conflit larvé opposant, au sein du Parti socialiste, le courant hollandien aux frondeurs, et qui n'épargne ni la fédération girondine, ni les cinq élus socialistes du conseil municipal.

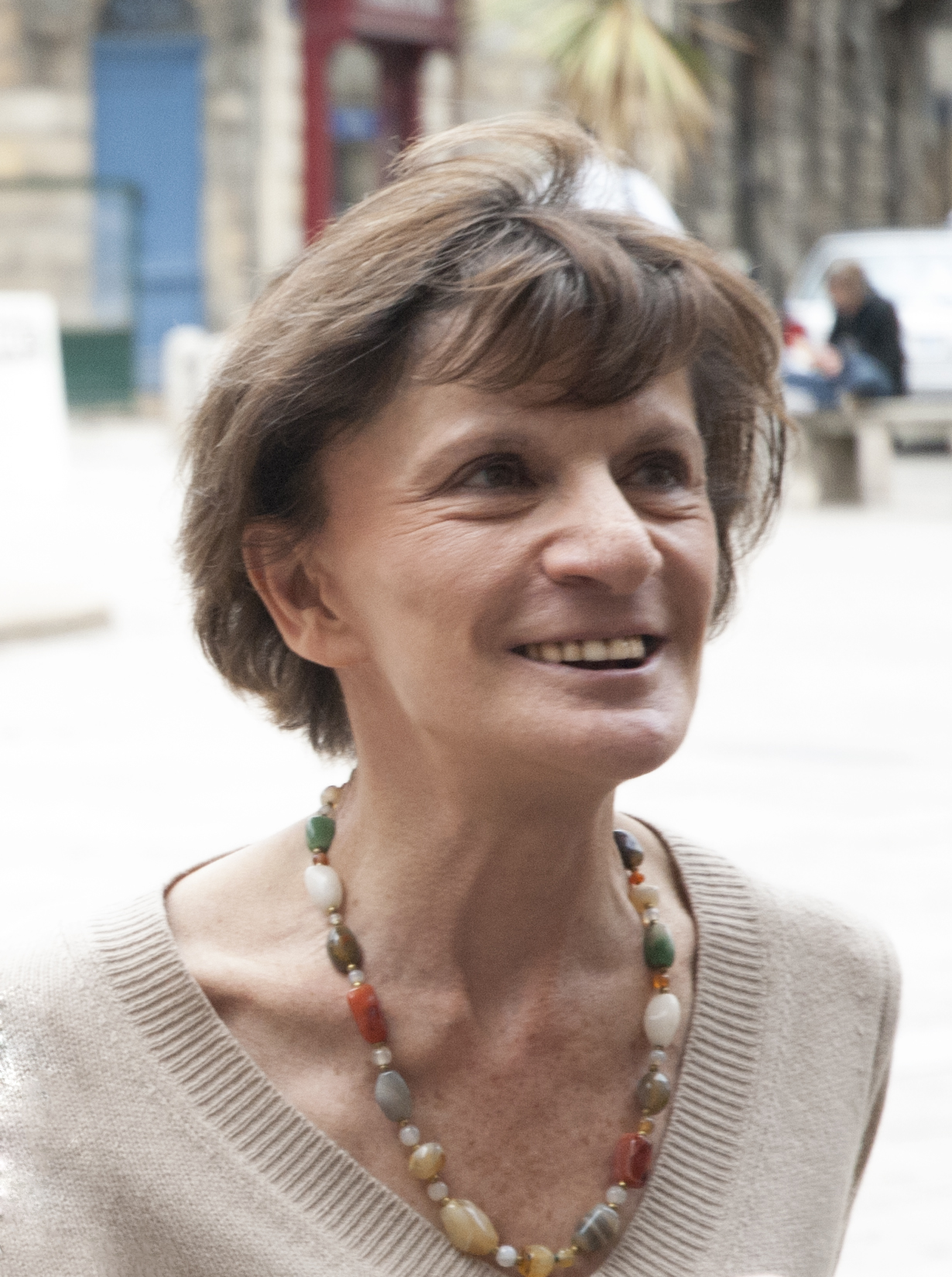
Michèle Delaunay

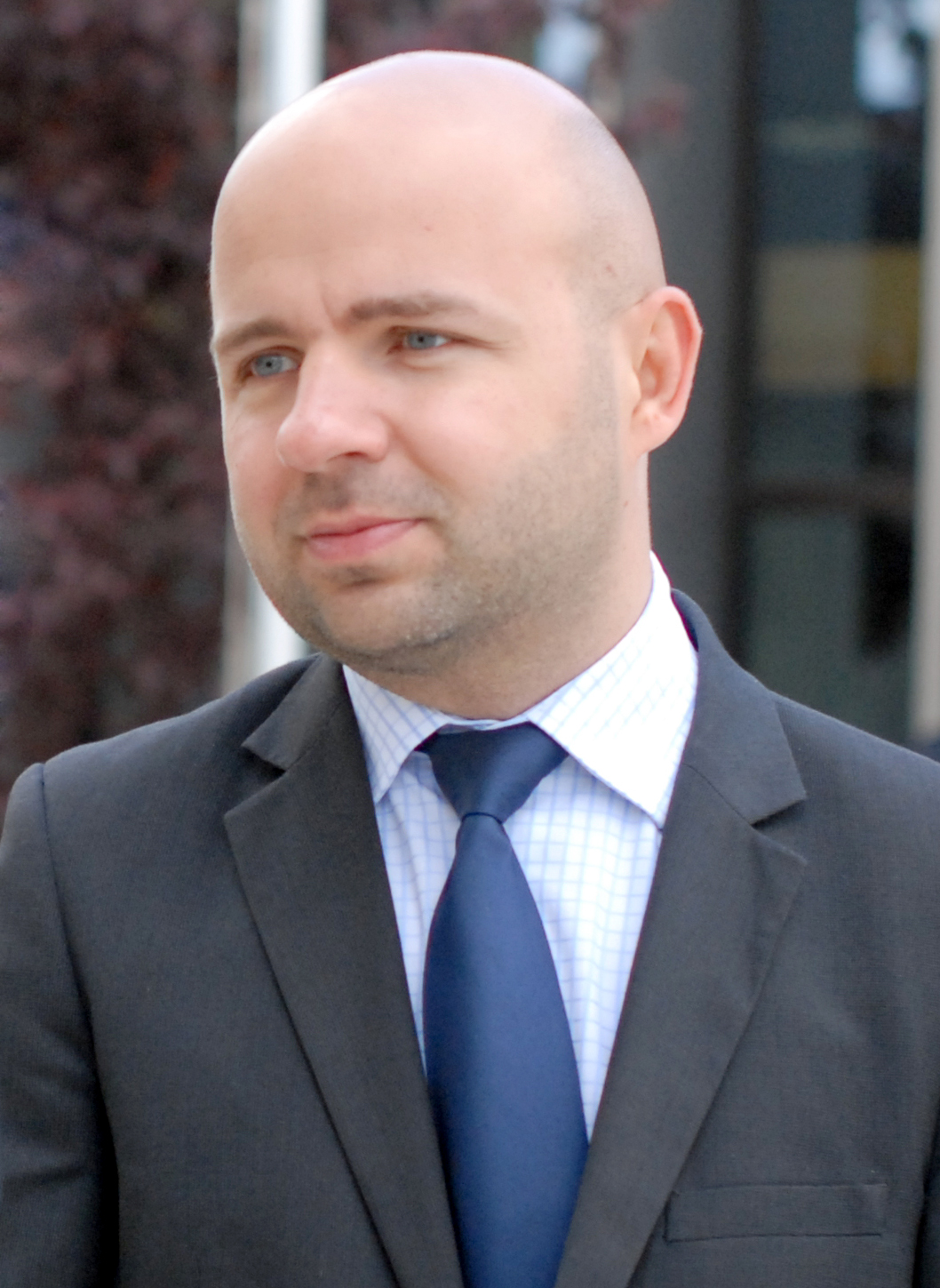
Matthieu Rouveyre

Michèle Delaunay, conseillère municipale, n'est pas maintenue au poste de ministre déléguée aux personnes âgées qu'elle occupait sous le gouvernement Ayrault. Elle reprend ainsi son siège de députée de la deuxième circonscription de la Gironde au détriment de son suppléant, Vincent Feltesse.
Quelques jours après, François Hollande nomme Vincent Feltesse conseiller à l'Élysée chargé des relations avec les élus.
À la fédération girondine du Parti Socialiste, dès l'automne 2014 et tout au long de l'année 2015, les dissensions internes se font plus aiguës lorsque Thierry Trijoulet, tenant du courant majoritaire et Matthieu Rouveyre, conseiller municipal proche de Benoît Hamon, s'affrontent pour succéder à Ludovic Freygefond au poste de premier secrétaire fédéral. Le conflit s'aggrave encore davantage après que des soupçons d'irrégularités sont soulevées après la victoire de Thierry Trijoulet,.
Dans ce contexte, deux conseillers municipaux socialistes sont élus conseillers départementaux lors des élections de 2015 : Matthieu Rouveyre dans le premier canton et Emmanuelle Ajon dans le cinquième.
Alors qu’il a créé, au mois de janvier 2016, l’association Bordeaux Métropole des Quartiers 2020 afin de préparer sa future campagne et qu’il annonce vouloir succéder à Noël Mamère pour le poste de député de la troisième circonscription, Vincent Feltesse rentre bientôt en conflit avec les autres élus socialistes bordelais qui refusent de le voir investi par le PS au détriment de Naïma Charaï jusqu’alors suppléante du député vert. Au mois d’octobre 2016, il voit son leadership contesté par Michèle Delaunay qui fait acte de candidature pour 2020. Quelques semaines plus tard, les élus socialistes du conseil municipal lui retirent ses fonctions de président de groupe pour les confier à Matthieu Rouveyre.
Le 1er décembre 2016, alors que le PS avait pris, au mois de juin précédent, la décision d'organiser des primaires citoyennes pour désigner le candidat de la gauche et que Emmanuel Macron a déclaré sa candidature en dehors de ces primaires, François Hollande annonce qu'il ne briguera pas un second mandat en tant que Président de la République. Le même mois, le Conseil des Ministres nomme Vincent Feltesse conseiller maître à la Cour des Comptes.
Chez les socialistes girondins, certaines personnalités rejoignent Emmanuel Macron, une partie des parlementaires soutiennent la candidature de Manuel Valls, Matthieu Rouveyre et Naïma Charaï soutenant pour leur part Benoît Hamon. Après que ce dernier a remporté les primaires, Thierry Trijoulet annonce qu'il va mettre la fédération en ordre de marche derrière lui pour la présidentielle, alors que Michèle Delaunay prend ses distances avec le camp du vainqueur en déclarant : « C’est un moment particulier, difficile pour certains, superbe pour d’autres, mais qui peut être dangereux pour l’avenir du PS ».
Benoît Hamon connaît une lourde défaite au premier tour de l'élection présidentielle en se positionnant en cinquième position avec 6,32 %, loin derrière Jean-Luc Mélenchon. La débâcle se poursuit lors des législatives : seuls 30 candidats socialistes sont élus députés. En Gironde, le PS ne parvient à conserver que la quatrième circonscription sur les 10 qu'il détenait jusqu'alors. Michèle Delaunay, députée sortante de la deuxième circonscription, arrive au premier tour en quatrième position avec 10,69 % des suffrages.

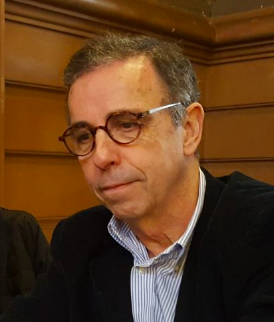
Pierre Hurmic

Pierre Hurmic, chef de file historique de EÉLV à Bordeaux et président du groupe écologiste au conseil municipal (2 sièges), prend la cinquième place avec 8,04 %, déclarant qu'il « réalise à Bordeaux l’un des meilleurs scores au niveau national des écologistes indépendants, libres de tout accord électoral ».
Le 1er juillet 2017, Benoît Hamon annonce qu'il quitte le PS et crée son propre mouvement, plus tard nommé Génération.s. Matthieu Rouveyre, qui a activement participé à la campagne du candidat socialiste, reste au PS et créé son propre groupe de réflexion pour les municipales de 2020.
Au mois de décembre 2017, le groupe PS du conseil municipal désigne Michèle Delaunay comme nouvelle présidente, dans le but de créer un nouvel élan pour le PS bordelais, alors balkanisé.
Au printemps 2018, Vincent Feltesse publie un livre collectif sur l'identité, les forces et les faiblesses des quartiers de Bordeaux. Le 21 janvier 2019, il annonce qu'il quitte le PS, expliquant ne plus croire au cadre actuel des partis pour répondre aux défis du temps.
Lorsque Alain Juppé annonce sa démission du poste de maire le 13 février 2019, Matthieu Rouveyre estime que c'est une mauvaise décision « au moment où Bordeaux est traversée par des fragilités financières, politiques et sociales ».
Dans une interview accordée le 10 mai à France Bleu Gironde, Thierry Trijoulet, secrétaire fédéral du PS dans le département, déclare qu'il trouve des qualités à Emmanuelle Ajon pour mener la bataille de Bordeaux.
Le 23 mai 2019, Vincent Feltesse annonce sur sa page Facebook qu'il votera pour la liste EÉLV menée par Yannick Jadot, estimant que renforcer le groupe écologiste au Parlement européen est la meilleure garantie pour mettre la question environnementale au cœur de tout.
Aux élections européennes de 2019, la liste EÉLV arrive en deuxième position à Bordeaux avec 21,54 % des suffrages, tandis que la liste menée par Raphaël Glucksmann et soutenue par le PS n'en recueille que 8,42 %. Pierre Hurmic fait alors savoir qu'il considère les écologistes comme la deuxième force politique de la ville.

#### Front national puis Rassemblement national
En 2014, le Front national a obtenu deux sièges au conseil municipal.
Lors des élections départementales de 2015, le FN ne passe le premier tour dans aucun canton en réalisant 8,82 % des suffrages dans le premier, 12,50% dans le deuxième (Catherine Bouilhet, conseillère municipale, candidate), 15,41 % dans le troisième, 16,19 % dans le quatrième et 13,07 % dans le cinquième, canton pour lequel le chef de file historique du FN à Bordeaux, Jacques Colombier, était candidat.
La qualification de Marine Le Pen au second tour de l'élection présidentielle ne profite pas aux candidats du Rassemblement national lors des élections législatives de 2017 dont les candidats ne réalisent que 5,78 % dans la première circonscription, 3,76 % dans la deuxième et 6,86 % dans la troisième.
En 2018, alors que le Front national est devenu Rassemblement national, Jacques Colombier démissionne de son poste de président de groupe au conseil municipal au profit de François Jay, candidat aux élections départementales de 2015 dans le premier canton.
Lors des élections européennes de 2019, la liste Rassemblement national menée par Jordan Bardella recueille à Bordeaux 9,40 % des suffrages.

### Les forces politiques en dehors du conseil municipal

#### Union populaire républicaine
Pour la première fois depuis sa création le 25 mars 2007, l'UPR présente 44 candidates et candidats dans des villes de plus de 5 000 habitants. À Bordeaux, Gilles Garçon sera la tête de liste du mouvement du Frexit, qui a obtenu dans cette ville 832 suffrages lors de l'élection européennes de 2019 (1,09 % des votes exprimés). Un sondage BVA du 20 février 2020 donne 2 % d'intentions de vote à Gilles Garçon.

#### La République en marche

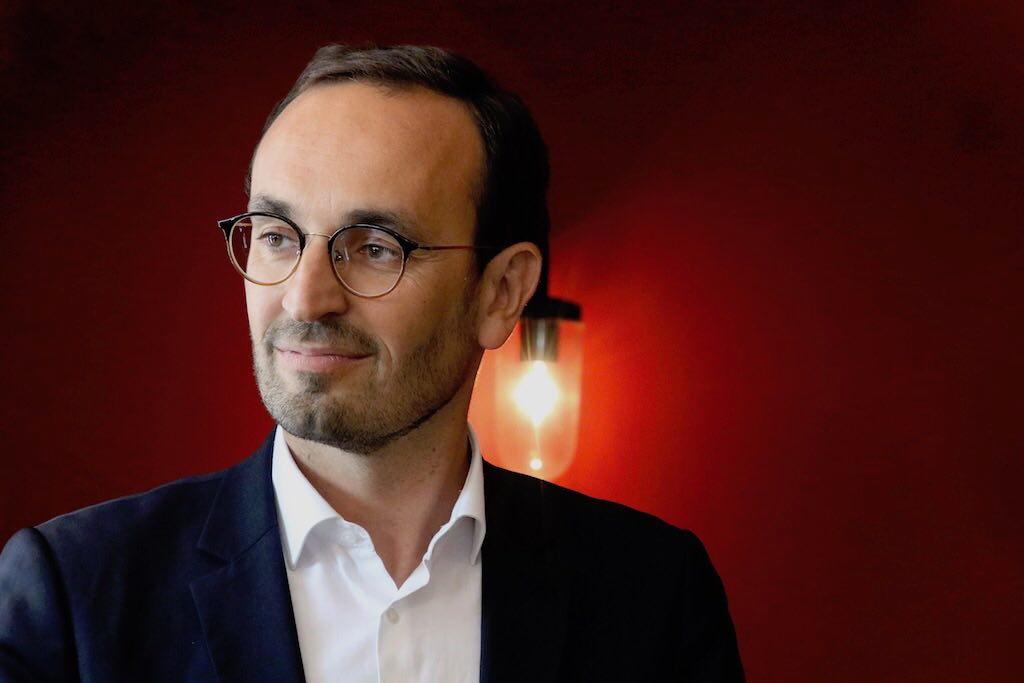
Thomas Cazenave

Créé au mois d'avril 2016 par Emmanuel Macron, qui était encore ministre de l'économie, le mouvement En Marche! allié au MoDem voit son fondateur devenir Président de la République au mois de mai 2017.
Sur les trois circonscriptions se trouvant sur le territoire communal de Bordeaux, la République en Marche gagne, aux élections législatives de 2017, la première et la deuxième avec, respectivement, Dominique David et de Catherine Fabre. Marik Fetouh, échoue au second tour dans la troisième circonscription, remportée par La France Insoumise.
Dans les semaines qui suivent le départ d'Alain Juppé, le nom d'Édouard Philippe, premier ministre proche à la fois d'Alain Juppé et d'Emmanuel Macron, est cité comme potentiel candidat d'une liste rassemblant la majorité municipale et LREM. Nicolas Florian, alors désigné par la majorité pour être élu maire et lui aussi considéré comme « macron-compatible », prend rapidement date pour 2020. Néanmoins, à la fin du mois de février, La République en marche met en avant dans la presse le nom de Thomas Cazenave, proche du président de la République et délégué interministériel à la réforme de l'État, localement inconnu. Au fil des semaines, il occupe davantage le terrain. Il lance son mouvement intitulé Renouveau Bordeaux le 7 juin 2019 afin de rassembler les bordelaises et bordelais qui souhaitent « écrire un nouveau chapitre pour la ville »,. Le 1er juillet 2019, il reçoit l'investiture de La République en marche pour porter un projet se voulant « de transformation pour Bordeaux, axé sur la transition écologique et l'inclusion ».
Lors des élections européennes de 2019, la liste de la majorité présidentielle menée par Nathalie Loiseau arrive en tête à Bordeaux avec 29,5 % des voix.

#### Génération.s
Créé au mois de juillet 2017 par Benoît Hamon au lendemain de la déroute socialiste lors des élections législatives de 2017, le mouvement Génération.s, rallié à Bordeaux par l'ancienne présidente de l'Agence nationale pour la cohésion sociale et l'égalité des chances, Naïma Charaï, a pour la première fois participé à un scrutin lors de l'élection européenne de 2019 : à Bordeaux, il remporte 4,21 % des suffrages et se place en septième position.

#### Parti communiste français
Comme lors du scrutin municipal de 2014, pour les élections départementales de 2015, le Parti communiste français est allié au Parti de gauche dans la coalition nommée Front de gauche. Il obtient 8,64% des suffrages dans le premier canton, 7,12 % dans le deuxième, 5,39 % dans le troisième. Vincent Maurin, chef de file historique du parti à Bordeaux, obtient 8,49 % dans le quatrième canton et 9,54 % dans le cinquième.
Lors des élections législatives de 2017, le PCF obtient des résultats bien plus faibles dans les trois circonscription bordelaises et lors de l'élection européennes de 2019, malgré la campagne dynamique menée par Ian Brossat, il ne réunit à Bordeaux que 2,12 % des suffrages.

#### Nouveau Parti anticapitaliste et La France insoumise
Philippe Poutou, ouvrier et candidat aux élections présidentielles de 2012 et 2017, annonce en janvier 2020 sa candidature pour la mairie de Bordeaux. Il bénéficie du soutien du Nouveau Parti anticapitaliste, parti dont il est membre depuis sa fondation en 2009, et de Bordeaux debout, un collectif axé autour des luttes sociales et démocratiques soutenu par La France insoumise.

## Pré-campagne après les élections européennes de mai 2019

### Droite et centre
À droite et au centre, la période de pré-campagne municipale qui suit les élections européennes à Bordeaux est marquée par les tensions internes qui apparaissent au sein de la majorité présidentielle au sujet de la stratégie à adopter pour les élections municipales et qui se traduisent par des luttes d'influence entre le maire sortant Nicolas Florian et Thomas Cazenave, tous deux revendiquant l'héritage d'Alain Juppé.
Le 13 juin 2019, Thomas Cazenave lance publiquement le mouvement Renouveau Bordeaux chargé de réfléchir à un projet pour les municipales.
Le même jour, le MoDem annonce ses ambitions girondines pour ces élections. Fabien Robert considère alors que « Thomas Cazenave est un potentiel futur partenaire de l’actuelle majorité, une fois passée « la phase du concours de culturisme », forcément nécessaire en politique ».
Le 18 juin, RTL rapporte que malgré le fait que Nicolas Florian a refusé la proposition d'investiture que lui faisait LREM, cette dernière avait des hésitations quant à réellement lui opposer un concurrent. Le journal Le Monde révélera plus tard qu'Edouard Philippe lui-même était défavorable à ce que LREM présente un candidat face à Nicolas Florian.
Le 23 juin, à l'occasion de la promotion de son livre, Fabien Robert déclare qu'il croit sentir une forme d'ouverture de la part de LREM. Pourtant, cinq jours après, Le Monde révèle que LREM et le MoDem ont acté leur divergence quant à la stratégie à adopter à Bordeaux et, le 1er juillet, le parti présidentiel investit officiellement Thomas Cazenave.
Lorsque, dans une interview accordée à Sud Ouest le 30 août, Thomas Cazenave déclare qu'il a « la même ambition que Juppé en 1995 », Nicolas Florian dénonce une semaine plus tard dans Le Journal du dimanche la « logique partisane et clanique » de LREM.
C'est à Bordeaux que, les 7 et 8 septembre, La République en marche tient le « Campus des territoires », son grand rassemblement de rentrée. C'est l'occasion pour François Bayrou de mettre en garde LREM précisément contre les stratégies partisanes pour les municipales, comme cela semble être le cas à Bordeaux.
Le 10 septembre, lors de sa conférence de presse de rentrée, Nicolas Florian affirme qu'il ne sollicite « aucune investiture » de parti politique, se disant « ouvert » à un rassemblement dans l'intérêt de sa ville.
Le 1er octobre, Edouard Philippe en visite à Bordeaux à l'occasion de l'assemblée générale des régions de France, est reçu par Nicolas Florian à l'hôtel de ville, ce qui est interprété par la presse comme un discret soutien du premier ministre au maire sortant.
Au début du mois d'octobre, le courant national du juppéisme réuni à Bordeaux apporte son soutien à Nicolas Florian.
Le 9 octobre, le site en ligne de La Tribune dévoile un sondage Elabe donnant, dans l'hypothèse où une liste menée par Pierre Hurmic serait soutenue par EELV et le PS, Nicolas Florian à 32,5 % des intentions de vote, soit seulement 2 points devant Pierre Hurmic. La presse y voit majoritairement l'annonce d'un duel serré entre les deux hommes. Thomas Cazenave n'est quant à lui crédité que de 11,5 à 13 % des intentions de vote.
Le 13 octobre, Thomas Cazenave annonce qu'il compte parmi ses soutiens une personnalité importante de la majorité municipale sortante, Constance Mollat, médecin et femme de Denis Mollat, propriétaire de la célèbre librairie du même nom.
Le 22 octobre, le parti Agir, présidé par le ministre de la Culture Franck Riester et, tout comme le MoDem, allié de la majorité présidentielle au parlement, annonce soutenir Nicolas Florian.
Le 6 novembre, Thomas Cazenave annonce avoir donné sa démission du poste de délégué interministériel à la transformation publique.
Le 27 novembre, Jean-Louis David, l'adjoint emblématique de l'ère Juppé, élu depuis 1989, annonce dans le journal Sud Ouest qu'il souhaite quitter son poste d'adjoint, se trouvant « en désaccord avec les orientations, le fond et la forme de la campagne électorale de Nicolas Florian ».
Le 6 décembre, l'équipe de campagne de Nicolas Florian est présentée à la presse. Elle se compose de l'ancien préfet Patrick Espagnol, de la créatrice du réseau Elueslocales.fr, Julia Mouzon, du directeur de cabinet du maire Ludovic Martinez, de la sénatrice Nathalie Delattre et des adjoints Fabien Robert, Alexandra Siarri et Pierre de Gaétan Nijkam.

### Gauche et écologistes
Au lendemain des élections européennes, deux personnalités semblent en mesure de réunir la gauche et les écologistes autour de leur éventuelle candidature : Pierre Hurmic et Matthieu Rouveyre.
Le 4 juin, Bordeaux Maintenant, organisation politique créée par Matthieu Rouveyre, présente un document faisant un diagnostic des différents sujets concernant les politiques municipales. Il déclare alors : « Je serai un artisan acharné de la réunion des gauches à Bordeaux pour proposer une alternative et je ne manquerai pas de montrer l’exemple, assure-t-il. Si on ne met pas les uns et les autres nos ego dans nos poches, cela ne fonctionnera pas. »,
Michèle Delaunay se dit alors « surprise de cet appel à l'union, alors même que son auteur ne s'est pas inscrit dans le travail commun du PS Gironde mené par Emmanuelle Ajon ».
Le 6 juin suivant, les responsables de plusieurs formations écologistes et de gauche dont EELV et Bordeaux Maintenant se réunissent pour envisager une démarche commune pour les élections municipales. Le même jour, les Insoumis adoptent un manifeste de Bordeaux en commun critiquant le bilan de la municipalité sortante et l'attitude jugée « cogestionnaire » d'EELV, du PS et du PCF.
Le 26 juin, Pierre Hurmic présente « l’appel de Bordeaux », une profession de foi en ligne déclinant les valeurs écologistes et qui doit servir de socle à un rassemblement de plusieurs sensibilités de gauche en vue des élections municipales de mars 2020 sans toutefois reformer « le cartel des gauches. »
Le 4 juillet, le député de La France insoumise Loïc Prud'homme déclare que les Insoumis saluent le travail de fond de Matthieu Rouveyre notamment sur le logement, même s’ils regrettent qu’il soit encore au parti socialiste. Il juge par ailleurs avec satisfaction que Pierre Hurmic s’oppose plutôt vigoureusement à la cogestion.
Le 11 septembre, le journal Sud Ouest fait savoir que Pierre Hurmic a engagé un directeur de campagne et a passé l’été à réunir la famille écologiste.
Le 20 septembre, quatre jours avant l'assemblée communale des Insoumis devant décider de la stratégie municipale à suivre, Loïc Prud'homme déclare que La France insoumise ne s'alliera à aucun « appareil » à Bordeaux après l'échec des pourparlers avec EELV durant l'été.
Le 25 septembre, à l'occasion de la publication de six propositions pour le logement à Bordeaux, Matthieu Rouveyre et la cheffe de file socialiste Emmanuelle Ajon apparaissent comme portant ensemble la parole du PS pour la campagne des municipales. Le journal Libération révélera plus tard que les deux vice-présidents du conseil départemental de la Gironde ont été missionnés par le PS pour trouver un accord avec EELV autour de la création d'une liste commune dès le premier tour et menée par un écologiste.
Le 26 septembre, Pierre Hurmic annonce officiellement sa candidature.
Le 28 septembre, Europe Écologie Les Verts, le Parti socialiste, le Parti communiste français, Génération.s, Bordeaux Maintenant, Nouvelle Donne, Place publique, Les Radicaux de gauche, le Parti radical de gauche et le Mouvement des progressistes organisent une consultation citoyenne appelé Forum pour l'Alternance à Bordeaux, résultat du travail commun initié au mois de juin par ces formations et piloté par Génération.s.
Le 7 octobre, Bordeaux Maintenant présente la progression de son travail de diagnostic et Matthieu Rouveyre appelle de nouveau à l'union de la gauche. La presse retiendra de cette soirée que Matthieu Rouveyre a réussi à rassembler 400 personnes.
Le 9 octobre, un sondage Elabe publié dans La Tribune donne la liste qui serait menée par Pierre Hurmic et soutenue par EELV à 24,5 % des intentions de vote, quand la liste menée par Matthieu Rouveyre et soutenue par le PS en obtiendrait seulement 5,5 %. Cette étude révèle en revanche qu'une liste menée par Pierre Hurmic avec le soutien de EELV et du PS peut espérer obtenir 30,5 % des intentions de vote, soit à 2 points seulement du score dont le maire sortant est crédité,.
Le 15 octobre, un collectif nommé Bordeaux Debout ! et animé par des membres de La France insoumise annonce sa volonté de présenter une liste aux élections municipales. Le collectif lance un appel à « celles et ceux qui veulent construire pour Bordeaux un projet écologiste, social, solidaire et démocratique ». Le 23 octobre, Clément Agostini, porte-parole de La France insoumise, annonce son soutien à ce collectif présenté comme des « citoyennes et des citoyens, militantes et militants associatif.e.s, écologistes, syndicaux, politiques engagé.e.s dans les combats pour la justice sociale et la défense de l’environnement ». La présentation de la liste est annoncée pour le 13 décembre. Le 14 novembre, l'assistante parlementaire du député Loïc Prud'homme déclare que « Bordeaux Debout ! existe depuis plusieurs années » et que les Insoumis ont choisi de soutenir cette « démarche intéressante ».
Le 16 novembre, les congrès décentralisés de EELV voient la motion d'ouverture soutenue par Julien Bayou et Sandra Regol obtenir 42,91 % des suffrages, devant la motion préconisant une autonomie des verts soutenue par Eva Sas, proche de Yannick Jadot (26,21 %) et celle, marquée à gauche, soutenue par Alain Coulombel (21,58 %). Le 18 novembre, Pierre Hurmic reçoit publiquement le soutien de Yannick Jadot en déplacement à Bordeaux et qui appelle les Verts à un « dépassement ».
Le 19 novembre, le site Rue89 Bordeaux révèle que les discussions entre EELV et le PS achoppent sur la question du nombre de candidats socialistes en position éligible.
Le 20 novembre, Matthieu Rouveyre rend publiques les 100 propositions de Bordeaux Maintenant pour les municipales 2020.
Le 22 novembre, Emmanuelle Ajon déclare sur le site aqui.fr que les discussions sont compliquées avec EELV et appelle celle-ci à se lancer dans la campagne.
Le 3 décembre, Pierre Hurmic annonce que sa liste sera composée à 50 % de « primo arrivants en politique » et en présente une dizaine à la presse au nombre desquels Camille Choplin, ancienne chargée de communication à la maison écocitoyenne de Bordeaux et qui anime depuis 2006 le blog Écologirl et accompagne les entreprises dans la transition écologique. Elle est présentée comme « le pivot central de la future gouvernance ».
Le 5 décembre, à l'occasion de la grève générale organisée par plusieurs organisations syndicales contre la réforme des retraites, plus de 20 000 manifestants, et 53 000 selon la CGT, manifestent dans les rues de Bordeaux.
Le 6 décembre, la presse annonce qu'un accord a été trouvé entre les écologistes, le Parti Socialiste, le Parti Communiste, Génération.s, Nouvelle Donne et Place Publique mais sans Bordeaux Maintenant, les membres de cette formation politique faisant savoir, le même jour, qu'ils « ne se reconnaissaient ni sur le fond, ni sur la forme, dans le processus engagé par EELV et qui vise le rassemblement des forces écologistes et de gauche à Bordeaux aux Municipales 2020 ». Le lendemain, le fondateur de Bordeaux Maintenant, Matthieu Rouveyre, annonce officiellement mettre fin à sa carrière politique, alors que, selon le journal Sud Ouest, il avait pris cette décision depuis des semaines.
Le 23 décembre, le collectif Bordeaux Debout ! annonce le lancement de son appel à candidature en ligne. Le collectif dit discuter avec le Nouveau Parti anticapitaliste de Philippe Poutou et les anciens socialistes de Bordeaux Maintenant sur la possibilité d'une convergence de leurs initiatives. Le 19 janvier, Bordeaux Debout ! annonce que les négociations avec le NPA ont abouti à un accord de principe et qu'une assemblée générale doit se tenir le 21 janvier pour décider de fondre le collectif dans une liste menée par Philippe Poutou.
Le 16 janvier, Pierre Hurmic dévoile les premiers éléments de son programme.

### Bordeaux métropole des quartiers 2020
Le 12 juin, Vincent Feltesse déroule son programme à l'occasion de la parution de son livre.
Le 4 septembre, il annonce sa candidature à la presse, en saluant un bilan « sur 25 ans globalement bon » d'Alain Juppé.
Le 17 septembre, afin de marquer l'anniversaire des 50 ans du célèbre discours dit de la « Nouvelle Société » de l'ancien maire Jacques Chaban-Delmas alors qu'il était premier ministre, Vincent Feltesse présente une partie des personnes composant sa liste.
Le 9 octobre, un sondage donne sa candidature entre 9% et 9,5% des intentions de vote, le plaçant en quatrième position derrière Nicolas Florian, Pierre Hurmic et Thomas Cazenave.
Le dimanche 22 décembre 2019, après le dernier sondage qui le crédite de 7% d'intentions de vote, en baisse par rapport au précédent, Vincent Feltesse annonce qu'il ne présentera finalement pas de liste aux municipales de mars prochain. Il se retire sans appeler à soutenir ni rallier une autre liste mais indique toutefois sa volonté de faire battre le maire sortant, considérant qu'une saine alternance est possible. Le collectif de citoyens Bordeaux Métropole des Quartiers 2020 qu'il a créé indique que l'association continuera à être active durant la campagne, sans en préciser les modalités.

### Rassemblement national
Le 21 juin 2019, le Rassemblement national annonce qu'il a investi Bruno Paluteau, chirurgien-dentiste jusqu'alors élu municipal d'opposition de Bègles. Au début du mois d'octobre le sondage Elabe le donne entre 5 et 6% des intentions de vote. Le 6 novembre, espérant conjurer le score médiocre qui lui est promis, il annonce que les militants du Rassemblement National comptent créer la surprise en mars et faire un score au-delà de 10%.

## Candidatures déclarées

### Majorité municipale sortante
- Nicolas Florian, 50 ans, maire Les Républicains sortant après la démission d'Alain Juppé, et également conseiller régional, a déclaré sa candidature dès sa prise de fonction[121]. Il est membre du parti Les Républicains et est soutenu par le Mouvement radical[122] le MoDem et Agir[123]. Il mène une campagne déclarée comme « sans étiquette »[124].

### Opposition municipale
Par ordre alphabétique
- Pierre Hurmic, 64 ans, membre du parti Europe Écologie Les Verts, est dans l'opposition municipale et métropolitaine depuis 1995. Il déclare sa candidature le 26 septembre 2019[125]. Un accord d'alliance est officiellement conclu entre Europe Écologie - Les Verts, le Parti socialiste, le Parti communiste français, Génération.s, Nouvelle Donne et Place publique[126]. Le Parti radical de gauche ne soutient pas cette candidature pour des raisons de désaccords programmatiques.
- Bruno Paluteau, 57 ans, conseiller municipal dans la ville voisine de Bègles[127] et candidat au siège de député de la troisième circonscription de la Gironde lors des élections législatives de 2017, il a été investi le 21 juin 2019 par le Rassemblement national.

### En dehors du conseil municipal
Par ordre alphabétique
- Thomas Cazenave, 41 ans, ancien délégué interministériel à la transformation publique, co-auteur de l'ouvrage l’État en mode start-up[128], a reçu officiellement l'investiture de La République en marche[129] le 1er juillet 2019 après avoir lancé son mouvement Renouveau Bordeaux[130]. En vue du second tour, il choisit de se rallier au maire sortant, en position délicate face à son opposant écologiste[131],[132].
- Gilles Garçon, actuel adjoint de la délégation UPR de Gironde, il est tête de liste de l'Union populaire républicaine à Bordeaux[133],[53].
- Pascal Jarty, 63 ans, ancien directeur du Centre Information Jeunesse Aquitaine (CIJA), conseiller municipal de la majorité chabaniste de 1983 à 1995, puis candidat sur la liste du socialiste Alain Rousset aux municipales de 2008[134], a annoncé sa candidature à la tête d'une liste appelée « Servir Bordeaux » le 11 juillet 2019[135].
- Philippe Poutou avec Bordeaux en luttes. Il est officiellement soutenu par La France insoumise, Bordeaux Debout et le Nouveau Parti anticapitaliste. La liste se présente comme la liste du mouvement social, des luttes : Gilets jaunes, écologistes, pour les services publics, des quartiers contre les violences policières. Bordeaux debout se présente comme un collectif citoyen officiellement candidat à la mairie de Bordeaux. Le collectif est initié par le mouvement Ensemble ! et La France insoumise[100]. Il regroupe « des citoyennes et des citoyens, militantes et militants associatif·e·s, écologistes, syndicaux, politiques engagé⋅e⋅s dans les combats pour la justice sociale et la défense de l’environnement[136],[137] ».
- Yves Simone, 52 ans, guide-conférencier bien connu dans le centre de Bordeaux, il se présente pour la deuxième fois aux élections municipales. Aux élections de 2014, Yves Simone avait alors récolté plus de voix que Philippe Poutou. Il s'est déclaré candidat sans étiquette au dernier moment[138].

### Candidat ayant retiré sa candidature
- Vincent Feltesse, 52 ans, magistrat à la cour des comptes et ancien président socialiste de Bordeaux métropole, avait pourtant déclaré sa candidature dès 2014. Il se présente sans l'étiquette de son association Bordeaux, Métropole des Quartiers 2020 après avoir quitté au début de l'année 2019 le Parti socialiste. Cependant, il se retire de ces élections le 20 décembre 2019 en annonçant : « nous prenons aujourd’hui nos responsabilités, en décidant de ne pas présenter de liste aux prochaines élections municipales et métropolitaines. Il n’y a clairement et malheureusement pas d’espace pour une démarche comme la nôtre aujourd’hui à Bordeaux »[139].

## Campagne électorale

### Polémiques

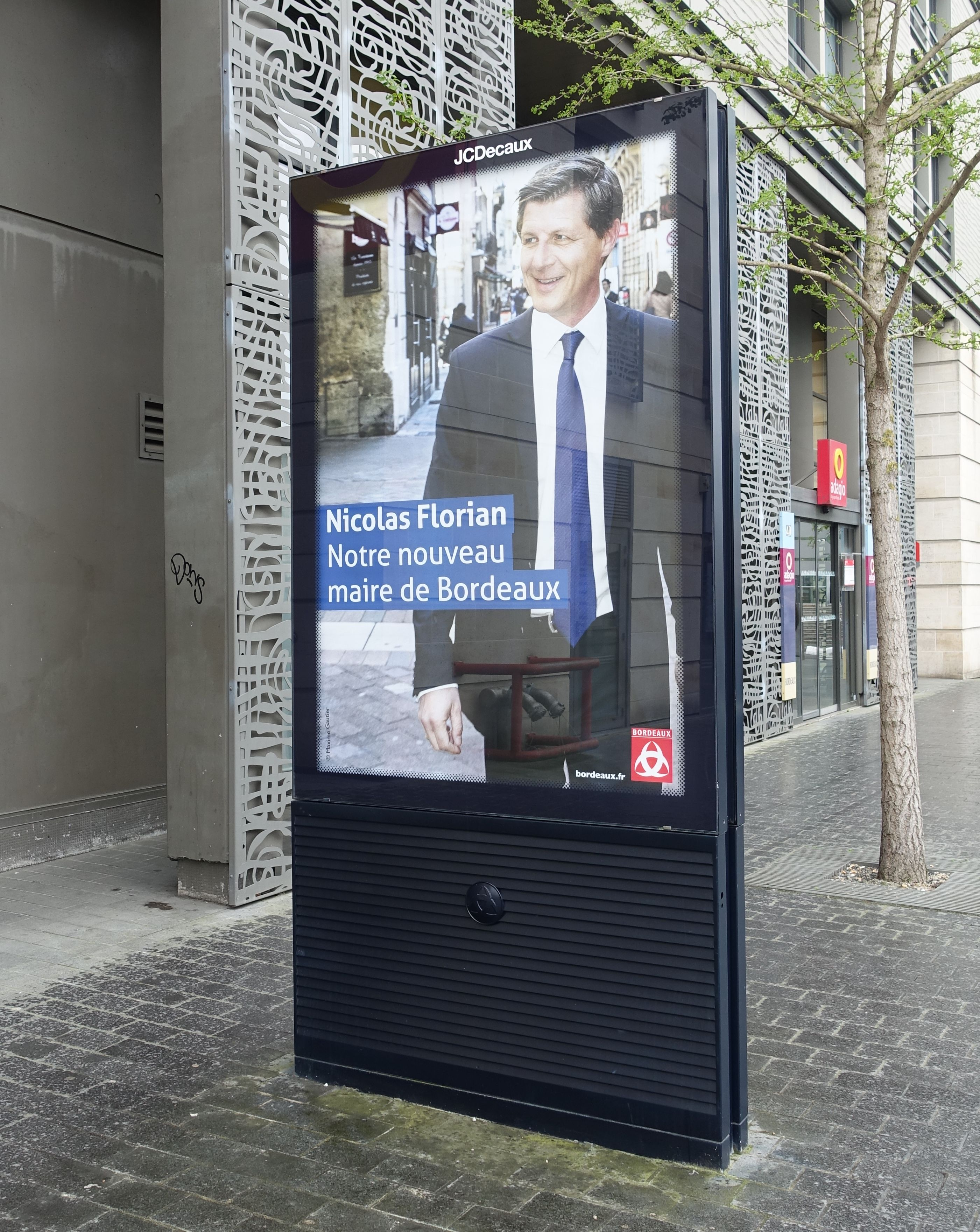
Campagne d'affichage contestée d'avril 2019

À la suite de l'entrée en fonction du nouveau maire Nicolas Florian, à moins d'un an des municipales, la mairie de Bordeaux a procédé à une importante campagne de communication pour présenter le nouveau maire. Celui-ci étant par ailleurs candidat pour les élections de 2020, l'opposition a saisi la commission nationale des comptes de campagne. Selon Matthieu Rouveyre, conseiller municipal socialiste et possible candidat au siège de maire, Nicolas Florian « détourne des moyens de la collectivité à son profit ».

### Principaux thèmes
- Bordeaux est la quatrième ville la plus chère de France en ce qui concerne les loyers[143] et celle où les prix ont le plus grimpé en 20 ans[144]. À la rentrée 2018, les étudiants éprouvent les plus grandes difficultés à se loger, les logements étant devenus inaccessibles[145]. Certains ont dû se résigner à dormir dans une tente. Face aux risques qu'un tel phénomène s'intensifie, le conseiller municipal socialiste Matthieu Rouveyre[146] presse les pouvoirs à agir pour éviter une crise du logement à Bordeaux.

- Le passé négrier de Bordeaux avait fait polémique lors de la campagne des municipales de 2014[147]. Malgré les promesses d'Alain Juppé, les plaques commémoratives prévues sur les rues portant des noms de négriers n'ayant toujours pas été apposées, Karfa Diallo, fondateur de l'association Mémoires et partages, demande que le nouveau maire respecte les engagements de son prédécesseur[148].

- Alors que Jacques Chaban-Delmas avait renoncé dans les années 1990 à amorcer la construction d'un réseau de métro à Bordeaux après l'abandon du tramway en 1958[149], Alain Juppé ne s'y montre pas hostile et pense que le conseil municipal devra demander des études précises sur la faisabilité du projet[150]. Il considère également qu'il pourrait s'agir de l'un des principaux thèmes de la campagne électorale[151].

## Sondages

### Premier tour
| |                         |     |     |    |      |      |     |      |      |   |   |      |
| BVA | 13 février 2020         | 702 | 12  | 12 | 30   | 30   | —   | 11   | 40   | 5 | 2 | <0,5 |
| Ipsos-Sopra Steria | 6 au 11 février 2020    | 802 | 9   | 9  | 33   | 33   | —   | 16   | 34   | 5 | 1 | 2    |
| Ifop | 3 au 6 février 2020     | 607 | 11  | 11 | 30   | 30   | —   | 13   | 38   | 6 | — | 1    |
| Philippe Poutou est désigné tête de liste pour le Nouveau Parti anticapitaliste et La France insoumise (22 janvier 2020)                               |                         |     |     |    |      |      |     |      |      |   |   |      |
| le Parti communiste français, le Parti radical de gauche, Génération.s, Nouvelle Donne et Place publique s’allient avec Pierre Hurmic (6 janvier 2020) |                         |     |     |    |      |      |     |      |      |   |   |      |
| Vincent Feltesse retire sa candidature Divers gauche (20 décembre 2019)                                                                                |                         |     |     |    |      |      |     |      |      |   |   |      |
| Ipsos | 12 au 17 décembre 2019  | 814 | —   | 6  | 30   | 30   | 7   | 16   | 33   | 7 | — | 1    |
| Le Parti socialiste s’allie avec Pierre Hurmic (6 décembre 2019)                                                                                       |                         |     |     |    |      |      |     |      |      |   |   |      |
| Elabe | 24 au 29 septembre 2019 | 805 | 3,5 | 6  | 24,5 | 5,5  | 9   | 13   | 31,5 | 6 | — | 1    |
| Elabe | 24 au 29 septembre 2019 | 805 | 3,5 | 6  | 30,5 | 30,5 | 9,5 | 11,5 | 32,5 | 5 | — | 1,5  |
| Ifop | 9 au 11 mai 2019        | 600 | —   | 13 | 14   | 7    | 8   | 8    | 45   | 5 | — | —    |

N.B. :
- en gras sur fond coloré : le candidat arrivé en tête du sondage ;
- en gras sur fond blanc le candidat arrivé en deuxième position du sondage.

### Second tour
| Source       | Date               | Panel | NPA-LFI-E! | EELV-PS-PCF-PRG-ND | LR-MoDem-UDI-Agir-MR-LREM |
| Source       | Date               | Panel | Poutou     | Hurmic             | Florian                   |
| ------------ | ------------------ | ----- | ---------- | ------------------ | ------------------------- |
| Source       | Date               | Panel |            |                    |                           |
| Ipsos Steria | 15 au 16 juin 2020 | 806   | 11         | 40                 | 49                        |

## Résultats
| composition du conseil municipal de Bordeaux après les élections de 2020 |                          |                                       |              |              |             |             |        |        |  |
| Tête de liste                                                            | Tête de liste            | Liste                                 | Premier tour | Premier tour | Second tour | Second tour | Sièges | Sièges |  |
| Tête de liste                                                            | Tête de liste            | Liste                                 | Voix         | %            | Voix        | %           | CM     | BM     |  |
|                                                                          | Pierre Hurmic            | EELV - PS - PCF - PRG - G·s - ND - PP | 18 894       | 34,38        | 26 509      | 46,48       | 48     | 26     |  |
| Bordeaux respire !                                                       |                          |                                       | 18 894       | 34,38        | 26 509      | 46,48       | 48     | 26     |  |
|                                                                          | Nicolas Florian          | LR - MR - MoDem - Agir - UDI          | 18 990       | 34,55        | 25 163      | 44,12       | 14     | 8      |  |
| Majorité municipale                                                      |                          |                                       | 18 990       | 34,55        | 25 163      | 44,12       | 14     | 8      |  |
|                                                                          | Thomas Cazenave          | LREM                                  | 6 976        | 12,69        | 25 163      | 44,12       | 14     | 8      |  |
| Renouveau Bordeaux                                                       |                          |                                       | 6 976        | 12,69        | 25 163      | 44,12       | 14     | 8      |  |
|                                                                          | Philippe Poutou          | NPA - LFI - PG - E!                   | 6 470        | 11,77        | 5 357       | 9,39        | 3      | 1      |  |
| Bordeaux en luttes                                                       |                          |                                       | 6 470        | 11,77        | 5 357       | 9,39        | 3      | 1      |  |
|                                                                          | Bruno Paluteau           | RN                                    | 1 794        | 3,26         |             |             |        |        |  |
| Le réveil bordelais                                                      |                          |                                       | 1 794        | 3,26         |             |             |        |        |  |
|                                                                          | Pascal Jarty             | DIV                                   | 686          | 1,24         |             |             |        |        |  |
| Servir Bordeaux                                                          |                          |                                       | 686          | 1,24         |             |             |        |        |  |
|                                                                          | Yves Simone              | DIV                                   | 527          | 0,95         |             |             |        |        |  |
| Suivez le guide                                                          |                          |                                       | 527          | 0,95         |             |             |        |        |  |
|                                                                          | Gilles Garçon            | UPR                                   | 365          | 0,66         |             |             |        |        |  |
| Le temps des bordelais                                                   |                          |                                       | 365          | 0,66         |             |             |        |        |  |
|                                                                          | Fanny Quandalle          | LO                                    | 249          | 0,45         |             |             |        |        |  |
| Lutte ouvrière – Faire entendre le camp des travailleurs                 |                          |                                       | 249          | 0,45         |             |             |        |        |  |
|                                                                          |                          |                                       |              |              |             |             |        |        |  |
| Votes valides                                                            | Votes valides            | Votes valides                         | 54 951       | 98,45        | 57 029      | 98,32       |        |        |  |
| Votes blancs                                                             | Votes blancs             | Votes blancs                          | 308          | 0,55         | 545         | 0,94        |        |        |  |
| Votes nuls                                                               | Votes nuls               | Votes nuls                            | 559          | 1,00         | 428         | 0,74        |        |        |  |
| Total                                                                    | Total                    | Total                                 | 55 818       | 100          | 58 002      | 100         | 65     | 35     |  |
| Abstention                                                               | Abstention               | Abstention                            | 95 329       | 63,07        | 93 322      | 61,67       |        |        |  |
| Inscrits / participation                                                 | Inscrits / participation | Inscrits / participation              | 151 147      | 36,93        | 151 324     | 38,33       |        |        |  |

### Assemblée municipale élue
|                               |       |          |      |                     |                                                        |
| Maire de Bordeaux             |       |          |      |                     |                                                        |
| Pierre Hurmic (EÉLV)          |       |          |      |                     |                                                        |
| Parti                         | Sigle | Sigle    | Élus | Groupe              | Président                                              |
| Majorité (47 sièges)          |       |          |      |                     |                                                        |
| Europe Écologie Les Verts     |       | EÉLV     | 17   | Majorité municipale | Harmonie Lecerf (EÉLV) Jean-Baptiste Thony (ÉCO)       |
| Divers écologistes            |       | ÉCO      | 16   | Majorité municipale | Harmonie Lecerf (EÉLV) Jean-Baptiste Thony (ÉCO)       |
| Parti socialiste              |       | PS       | 7    | Majorité municipale | Harmonie Lecerf (EÉLV) Jean-Baptiste Thony (ÉCO)       |
| Parti communiste français     |       | PCF      | 3    | Majorité municipale | Harmonie Lecerf (EÉLV) Jean-Baptiste Thony (ÉCO)       |
| Génération.s                  |       | G·s      | 2    | Majorité municipale | Harmonie Lecerf (EÉLV) Jean-Baptiste Thony (ÉCO)       |
| Génération écologie           |       | GÉ       | 1    | Majorité municipale | Harmonie Lecerf (EÉLV) Jean-Baptiste Thony (ÉCO)       |
| Cap écologie                  |       | CÉ       | 1    | Majorité municipale | Harmonie Lecerf (EÉLV) Jean-Baptiste Thony (ÉCO)       |
| Opposition (18 sièges)        |       |          |      |                     |                                                        |
| Divers droite                 |       | DVD      | 4    | Bordeaux ensemble   | Nicolas Florian (LR)                                   |
| Les Républicains              |       | LR       | 3    | Bordeaux ensemble   | Nicolas Florian (LR)                                   |
| Mouvement démocrate           |       | MoDem    | 1    | Bordeaux ensemble   | Nicolas Florian (LR)                                   |
| Horizons                      |       | Horizons | 1    | Bordeaux ensemble   | Nicolas Florian (LR)                                   |
| Parti radical                 |       | PR       | 1    | Bordeaux ensemble   | Nicolas Florian (LR)                                   |
| La République en marche       |       | LREM     | 4    | Renouveaux Bordeaux | Thomas Cazenave (LREM)                                 |
| Nouveau Parti anticapitaliste |       | NPA      | 1    | Bordeaux en luttes  | Philippe Poutou (NPA) Évelyne Cervantes-Descubes (LFI) |
| La France insoumise           |       | LFI      | 1    | Bordeaux en luttes  | Philippe Poutou (NPA) Évelyne Cervantes-Descubes (LFI) |
| Mouvement des progressistes   |       | MdP      | 1    | Non-inscrites       | Non-inscrites                                          |
| Divers extrême gauche         |       | EXG      | 1    | Non-inscrites       | Non-inscrites                                          |